# Naturschutzgebiet Battenberg / Wiemecke
Das Naturschutzgebiet Battenberg / Wiemecke mit einer Flächengröße von 40,74 ha liegt südlich von Wehrstapel im Stadtgebiet von Meschede. Es wurde 2020 vom Kreistag des Hochsauerlandkreises mit dem Landschaftsplan Meschede als Naturschutzgebiet (NSG) ausgewiesen. Von 1994 bis 2020 gehörte die heutige NSG-Fläche zum Landschaftsschutzgebiet Meschede. Das NSG geht teilweise bis an den Dorfrand.

## Gebietsbeschreibung
Beim NSG handelt es sich um einen Teil eines mitteldevonischen, ruhrtalbegleitenden Diabas- und Korallenkalkzuges. Diese Härtlingszüge treten im NSG mit Felsen und sehr flachgründigen Standorten in Erscheinung. Das relativ basenreiche Untergrund ist überwiegend mit gut entwickelten Buchenwäldern bestanden. Im Nordteil wird das Gebiet durch den Diabastuff des Hauptgrünsteinzuges geprägt, der mit einigen Felsbereichen zu Tage tritt und am Rand des Valmetals durch eine kleine offengelassene Steinbruchkante aufgeschlossen ist. Am blockschuttreichen Fuß eines größeren Felsbereichs auf der Nordseite stockt ein kleiner Schatthangwald mit Schluchtwald-Charakterarten; im Übrigen dominieren Buchenwälder in verschiedenen Alters- und Verjüngungsstadien das NSG, stellenweise befinden sich auch Esche und Bergahorn im NSG.
Zum Wert des NSG führt der Landschaftsplan auf: „Aufgrund dieser weitgehend naturnahen Bestockung, seiner Größe, kompakten Ausformung, relativ basenreichen Standortbedingungen und Felsbereiche sowie der mit dieser Vielfalt korrelierenden Krautschicht kommt dem NSG eine regionale Bedeutung zu.“

## Schutzzweck
Zum Schutzzweck des NSG führt der Landschaftsplan auf: „Erhaltung und Optimierung (s. Entwicklungsmaßnahme unten) eines großflächigen, naturnahen und felsenreichen Buchenwaldes von regionaler Bedeutung auf den Ruhrtalhängen des mittleren Ruhrtales als wichtiges Bindelgied eines Systems geologisch, morphologisch und vegetationskundlich vielfältiger Fels-Wald-Biotope südlich des Mescheder Ruhrtales.“

## Zusätzliche Entwicklungsmaßnahme
Einzelne alte Buchen sollen als Überhälter und wertvolle Biotopbäume zu erhalten werden.